# Kościół Najświętszej Maryi Panny Matki Kościoła w Poznaniu
Kościół Najświętszej Maryi Panny Matki Kościoła – modernistyczny kościół parafialny (rzymskokatolicki), zlokalizowany w Poznaniu, na Świerczewie, przy ul. Hugona Kołłątaja (siedziba parafii - ul. ks. Kazimierza Waseli 3).

## Historia

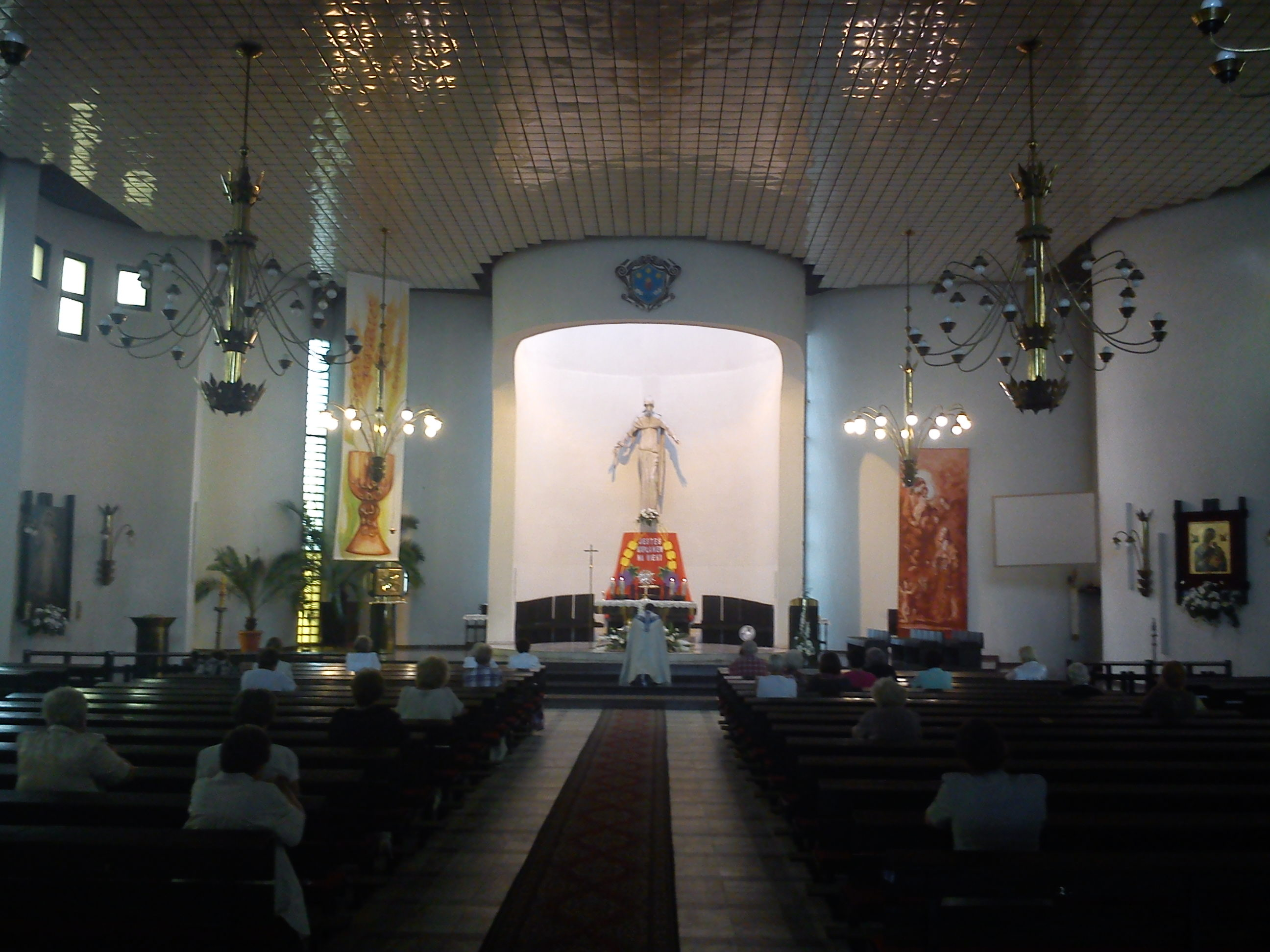
Wnętrze z ołtarzem

W latach 60. XX wieku Świerczewo, należące do parafii św. Trójcy, zaczęło się znacząco rozbudowywać. 21 września 1969 erygowano Ośrodek Duszpasterski przy cmentarzu na ul. Samotnej (kaplica). Zaczęli tutaj działać filipini ze Świętej Góry pod Gostyniem. Pierwszymi duszpasterzami byli ks. Wacław Szymczak i ks. Marian Kara. Kaplica cmentarna została rozbudowana przy udziale parafian. Połowa lat 70. XX wieku pojawił się pomysł likwidacji cmentarza pod tereny kolejowe, w związku z czym wystąpiono o teren zastępczy. Otrzymano wtedy obecną działkę przy ul. Kołłątaja i wiosną 1976 przystąpiono do prac koncepcyjnych odnośnie do świątyni. 
Autorem projektu kościoła był Zenon Stępniowski (Poznań), konstruktorami Eugeniusz Komorowski i Janusz Fliger. 18 grudnia 1977 ustawiono krzyż na placu budowy, a 1 października 1978 przystąpiono do prac budowlanych. Kamień węgielny wmurował abp Jerzy Stroba 8 czerwca 1980. Został on powzięty z katedry poznańskiej i z grobu św. Filipa Neri w Rzymie. 11 maja 1980 na stałe otwarto dolny kościół. 28 maja 1982 ukończono wieżę. 1 kwietnia 1984 Ośrodek Duszpasterski stał się parafią, której pierwszym proboszczem był ks. Kazimierz Wasela. Od 2 czerwca 1985 nabożeństwa zaczęto stale odprawiać w kościele górnym. 
W 1995 rozebrano starą kaplicę cmentarną na ul. Samotnej, stanowiącej kolebkę parafii. Powodem były liczne dewastacje i profanacje obiektu, stojącego na opuszczonym cmentarzu.
9 września 1999 introdukowano przy kościele Kongregację Oratorium Świętego Filipa Neri.

## Wyposażenie
- figura Matki Kościoła (zainstalowana w 1986),
- figura św. Filipa Neri, proj. Rajmund Hałas, wykonanie Jacek Nowak (1995),
- konfesjonały, proj. Rajmund Hałas (1987),
- dzwon Piotr i Paweł (poświęcenie 10 czerwca 1982),
- 22-głosowe organy, konstruktor Jan Drozdowicz (1990),
- żyrandole i kinkiety (proj. Rajmund Hałas, 1992),
- stacje Drogi Krzyżowej, proj. Rajmund Hałas, wykonanie Jacek Nowak (1994),
- szafy do paramentów, proj. Marian Lewandowski (dyrektor Muzeum Archidiecezjalnego, 2002),
- mozaika Matki Kościoła (zainstalowana w 2015)[1],
- tablica pamiątkowa w formie krzyża o treści: Ks. Kazimierz Wasela C.Or., proboszcz i budowniczy kościoła pw. NMP Matki Kościoła 1971-1989 prosi o westchnienie,
- krzyż misyjny (misje odbyły się w następujących terminach: 11-18.12.1977, 15-22.5.1989, 16-24.10.1999, 2-10.10.2010).

## Prasa
Parafia wydaje pismo Rodzina Parafialna - Oto Matka Twoja (kwartalnik).